# Sika Kelbetxeva
Sika Kelbetxeva (búlgar: Сийка Барбулова)  (Plòvdiv, 1 de desembre de 1951), de casada Barbulova, és una remadora búlgara, ja retirada, que va competir durant la dècada de 1970.
El 1976 va prendre part en els Jocs Olímpics d'Estiu de Mont-real, on va guanyar la medalla d'or en la prova del dos sense timoner del programa de rem. Va formar equip amb Stoyanka Gruycheva. Quatre anys més tard, als Jocs de Moscou, va guanyar la medalla de bronze en la mateixa prova i la mateixa parella.